# Gamma Lyrae
Gamma Lyrae (γ Lyr / γ Lyrae) è la seconda stella più brillante della costellazione della Lira, dopo Vega. La sua magnitudine apparente è 3,25 e dista 618 anni luce dal sistema solare.
Viene talvolta chiamata anche con il suo nome tradizionale di Sulafat, o Sulaphat, di derivazione araba, che significa "tartaruga", in riferimento all'origine leggendaria della Lira, lo strumento musicale, o Jugum,  dalla corrispondente parola latina che significa "giogo".
Sulafat è conosciuta in particolar modo per due motivi: intanto è un riferimento perfetto per stimare le variazioni di luminosità della nota e vicina variabile Beta Lyrae, la quale al massimo della sua magnitudine splende quasi quanto Sulafat. Inoltre insieme alla stessa Beta Lyrae è un punto di riferimento per trovare la nebulosa planetaria M57, che si trova visualmente a metà strada tra le due stelle.

## Osservazione
Come le altre componenti della costellazione della Lira, la stella fa parte del cielo boreale e di conseguenza è maggiormente visibile dall'emisfero boreale della Terra, dove nelle serate estive alle medie latitudini raggiunge lo zenit, ed è visibile già in marzo ad est prima del sorgere del Sole, e resta visibile fino ad autunno inoltrato, quando è visibile a ovest dopo il tramonto.
Dall'emisfero australe appare bassa sull'orizzonte nord dalle medie latitudini australi, e nonostante sia possibile vederla anche dalle estreme regioni meridionali del Sud America, la visione è piuttosto difficoltosa ed è ristretta ad un breve periodo dell'anno, nei mesi di luglio ed agosto.
Essendo di magnitudine 3,25, la si può osservare anche dai piccoli centri urbani senza difficoltà, sebbene un cielo non eccessivamente inquinato sia maggiormente indicato per la sua individuazione.

## Caratteristiche fisiche
Si tratta di una stella gigante, di tipo spettrale B9 III, che ha esaurito l'idrogeno nel suo nucleo ed è uscita dalla sequenza principale. La temperatura superficiale di questa stella è 10.000 K, il che gli conferisce un colore bianco-blu tipico di una stella di tipo B. Il diametro angolare di γ Lyrae è 0,74 ± 0,10 mas che, alla distanza in cui si trova, corrisponde a un raggio di circa 15 volte quello del Sole.
Nel 1909 l'astronomo canadese Samuel A. Mitchell la identificò come binaria spettroscopica, pur non riuscendo a separare le linee di assorbimento delle due componenti, e dedusse un periodo di 25,6 giorni. L'opinione che fosse una binaria spettroscopica era considerata valida fino al 2001, ma attualmente viene considerata una stella singola caratterizzata da un'alta velocità di rotazione.